# Themara
Themara är ett släkte av tvåvingar. Themara ingår i familjen lövflugor, ordningen tvåvingar, klassen egentliga insekter, fylumet leddjur och riket djur.
Släktet innehåller bara arten Themara nigropunctulata.